# 埃爾南·科爾特斯

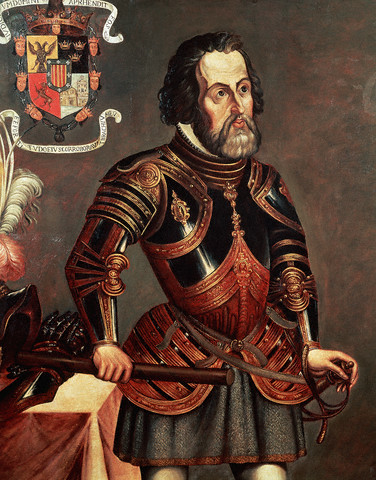
埃尔南·科爾特斯

埃尔南·科爾特斯（西班牙語：Hernán Cortés；1485年12月—1547年12月2日）是殖民時代活跃在中南美洲的西班牙殖民者（Conquistador，意为“征服者”），以摧毀阿茲特克古文明、並在墨西哥建立西班牙殖民地而聞名，埃尔南·科爾特斯和同時代的西班牙殖民者開啟了西班牙美洲殖民時代的第一階段。
科爾特斯出生在卡斯蒂利亚王国的麦德林中，後來決定到新大陸謀生，一開始先到伊斯帕尼奥拉岛，後來到了古巴，他在古巴被授予「監護征賦權」，之後成為島上第二個西班牙村莊的治安官。
1519年被選為新大陸第三批考察隊的隊長，他也資助了這次考察隊部份的資金。和古巴總督迪亞哥·委拉斯開茲·德·庫埃里亞爾之間的敵意，讓他在要出發前的最後一刻被召回，而科爾特斯沒有理會這次的召回。
科爾特斯到達新大陸後，採用了一個成功的策略，他和一些美洲原住民結盟，和其他的美洲原住民作戰，他也用一個原住民女子馬林切（唐娜·瑪麗娜）為翻譯，後來也生下他的第一個兒子。
當古巴總督發佈派遣使节要逮捕科尔特斯时，科爾特斯和他們战斗，利用額外部队作为增援的情形下戰勝了他們，科爾特斯直接寫信給西班牙國王，希望國王直接認可他的成功，而不是惩罚他的叛变。
科爾特斯在推翻阿兹特克帝国後，受封為瓦哈卡谷侯爵（Marqués del Valle de Oaxaca），而更尊貴的新西班牙總督封號給了另一個地位較高的貴族安東尼奧·德·門多薩。1541年科爾特斯回到西班牙，六年後過世。
由於科爾特斯一些爭議性的行為，以及缺乏有關他的可靠來源，很難明確的說明他的個人特質或是動機，早期對征服者的崇拜，不鼓勵對科爾特斯有進一步的檢視，后来在现代反殖民情绪下，重新考虑征服者的性格，也没有增加对科尔特斯的了解，因為這些歷史因素的影響，很容易簡化對科爾特斯的描述，可能過於理想化，也可能過於醜化。

## 早年
科尔特斯出生于卡斯蒂利亚王国的小镇麦德林（位于现今西班牙西部埃斯特雷马杜拉境内）的一个西班牙小貴族家庭，他曾在薩拉曼卡大學学习法律，他在17歲時棄學從軍，随后在1504年来到新大陸的西班牙岛，科尔特斯曾经在岛上做过农民，公证员，后来成为当地乡绅。
1511年，科尔特斯跟随贝拉斯克斯参加了征服古巴的战争，贝拉斯克斯被指派为古巴总督后，科尔特斯因功被任命为财政官，他后来还当选过古巴圣地亚哥的市长，与贝拉斯克斯的小姨结婚。

## 入侵墨西哥

科尔特斯入侵墨西哥的路线图

1518年，贝拉斯克斯组织探险队前往墨西哥，科尔特斯被任命为队长，科尔特斯抵押了自己的家产以获得资金招募人员，很快招募到大批人员和装备。
在他出发前往墨西哥前，贝拉斯克斯听信周围的人的谗言，害怕科尔特斯的影响力，决定撤销他的领队职务。但科尔特斯对贝拉斯克斯的命令置之不理，带着队伍还是出发了。
1519年2月18日，科尔特斯带领着约500名战士，100名水手，16匹马，乘坐着11艘船出航前往猶加敦半島。
- 1519年4月－率領船艦和軍人在墨西哥東海岸登陸，入侵阿茲特克帝國，據知當時科爾特斯隨行的軍人不到1000人，然而卻在不到5年的時間內征服阿茲特克帝國，史家認為有3個主要原因。
  1. 挑撥離間：科爾特斯聯合外地的一些印地安人族群，利用阿茲特克帝國內不同勢力內鬥，來夾擊當時控制著帝國中樞的特諾奇蒂特蘭人，特諾奇蒂特蘭的國王蒙特祖馬二世一開始誤以為白種人的科爾特斯是印地安預言中的白皮膚神明（羽蛇神）歸返，因此待其如上賓未加防備，而被輕易俘虜控制。
  2. 帶進瘟疫：傳說科爾特斯包圍帝國首都時，據知他故意送給城內的印第安人不少沾有天花病毒的毛毯，讓瘟疫開始在城裡流行，而科爾特斯帶來的西班牙人因為已經罹患過，所以得以免疫，此舉不但造成印第安人人口減少，也加深了他們對西班牙人的敬畏。
  3. 馬匹：因为美洲地区没有马，所以當時印第安人极少见過馬，更沒有看過馬上的騎兵，因此一旦對戰，總是傷亡慘重。

其它原因包括：印第安人的武器难以刺穿西班牙人的铠甲；西班牙人可以对欧亚大陆上几千年来战争的经验进行研究，而印第安人没有文字（瑪雅文字使用范围极窄）；西班牙人的火器虽然杀伤力不大，但很有威慑力。
- 1521年8月13日－科爾特斯征服了阿茲特克帝國並建立起西班牙殖民統治，他將殖民地命名為新西班牙（Nueva España）。

## 任命為墨西哥總督

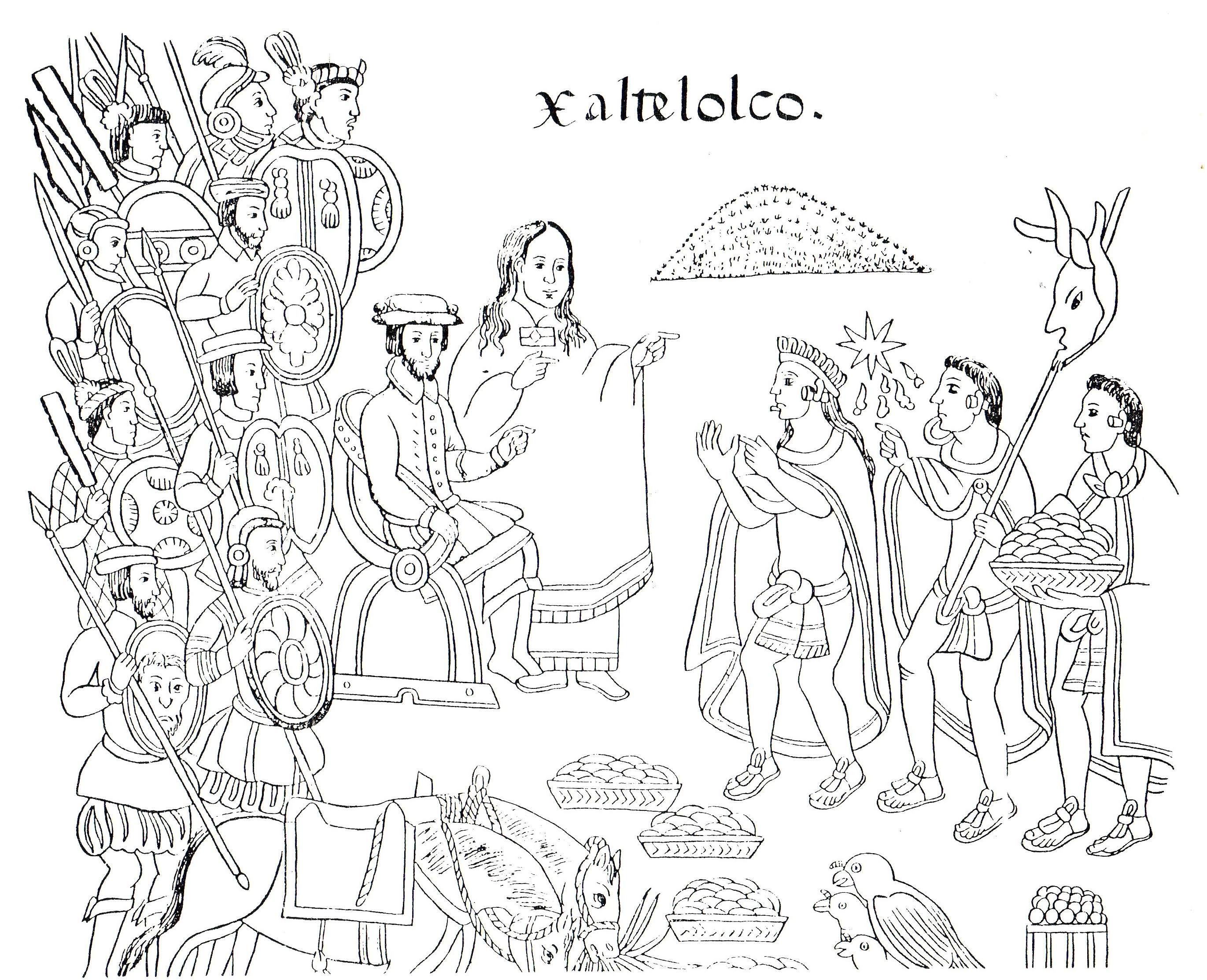
迭戈·穆尼奧斯卡馬戈書《History of Tlaxcala》(1585年)中的圖畫，其中有拉·馬林切及埃爾南·科爾特斯

許多歷史資料都認為科爾特斯沒有得到西班牙王室的公平對待，在建立了新西班牙之後其實沒有得到什麼，這是科爾特斯在他的信件中傳達給其他人的訊息，而由弗朗西斯科·洛佩斯·哥马拉所寫的傳記也是有類似的想法。不過這些只是部份的實情。科尔特斯自己的成就感、权力和虚荣心可能也和讓他与国王的關係進一步的恶化：
科爾特斯個人沒有得到很大的回報，而他很快就開始批評政府對於他及同志的補償是不足的。他認為他已無法再忍耐，因此多次違背王室的命令，甚至還在1524年10月15日寫信給國王（Ycazbalceta, "Documentos para la Historia de México"），信中用相當無禮的語氣提到攻下新西班牙應該都是他的功勞。还刻意承认他的不服从，用詞上肯定讓受信者留下不佳的印象
神圣罗马帝国的查理五世任命科爾特斯為新征服領土（洋海上的新西班牙）的總督、总司令和首席法官，不過令科爾特斯沮丧的是，也同時任命了四個皇室官员，名義上是協助他執政，但實際上是密切進行觀察及管理。科爾特斯開始了墨西哥城的興建，作法是先毀掉阿兹特克的寺庙和建筑，再在阿兹特克的遺址上重建，很快的就變成美洲最重要的城市。
科爾特斯建立新的城市，並且任命管官員，要將西班牙的統治拓展到整個新西班牙，在1524年訂定了監護征賦制系統。科爾特斯保留了許多監護征賦制下的監護者給他自己以及他的隨從，其目的只是為了獎賞他們攻下了中墨西哥。不過後來才到的人以及反對科爾特斯的人之後就抱怨，認為科爾特斯偏袒，沒有將他們考慮在內。

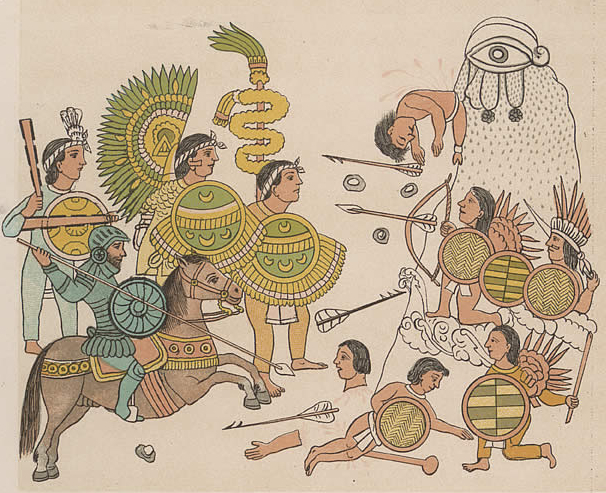
克里斯托瓦爾·奧利德在1522年帶領西班牙的士兵以及特拉斯卡拉盟軍征服哈利斯科

王室（也許受了科爾特斯的政敵豐塞卡主教的影響）在1523年時讓弗朗西斯科·德·加萊帶領軍隊，攻克並平定了墨西哥北部帕努科省的區域。

## 其他
- 1522年－科爾特斯征服了今天的宏都拉斯和瓜地馬拉地區，他被任命為新西班牙總督。西班牙王室將他奪來的土地與印第安人通通賜給科爾特斯，並開始實行委託監護制，科爾特斯開始奴役印第安人挖掘貴金屬，供應西班牙製造工業。
- 1524年－科爾特斯派阿爾瓦拉多率兵逐次征服瑪雅各族，並成立西班牙殖民地「瓜地馬拉王國」，範圍包括今日墨西哥南部與中美洲各國。首都建都於安地瓜。
- 1534年到1535年－科爾特斯北上到北美洲西海岸，探索了今日的南加州部分，並命其名為“加利福尼亚”（California）。

## 晚年生活及過世
科爾特斯因為在探險隊上花费了許多錢，後來的生活相當貧困，他在西班牙時，曾在1544年2月向皇室申請索賠，但之後的三年都未受處理。帶著失望的心情，科爾特斯決定要在1547年回到墨西哥。但當他到達西班牙的塞維利亞時，他罹患了痢疾，最後在塞維利亞省的卡斯蒂列哈德拉库埃斯塔因胸膜炎而過世，當時62歲。
他留下了許多麥士蒂索人及白人的子女，在遺囑中有提及要讓這些子女及他們各自的母親有好的照顧。科爾特斯在遺囑中有提到他希望遺體可以葬在墨西哥。他的女兒卡塔利娜女士（Doña Catalina）在科爾特斯死後很快也就過世了。
科爾特斯的遺體頗為坎坷，因為不同的原因，被移葬超過八次。他的遺體是在1547年12月4日安葬在塞維利亞聖伊西多羅·德爾坎波教堂（iglesia de San Isidoro del Campo）的麥地那公爵（duque de Medina）陵墓，三年後因為公爵需要的空間，遺體移到同一個教會中的聖卡塔琳娜祭壇（altar de Santa Catalina）。科爾特斯在遺書中希望他在死了十年後，可以改葬在他下令在墨西哥科亞坎興建的修道院，但修道院一直都還沒完成。因此在1566年時改葬到新西班牙的聖弗朗西斯科德特斯科科教堂（iglesia de San Francisco de Texcoco），而他的母親以及一個姊妹也葬在這個教堂。
1629年時科爾特斯的最後一名男性後裔Don Pedro Cortés, cuarto "Marqués del Valle"過世，總督決定將科爾特斯和他後裔的骨骸移到墨西哥的方濟會教堂，不過其中這些骨骸有九年時間是放在總督宮殿的主房間內。最後移到了薩格里拉方濟會教堂，在那裡停留了87年。1716年又搬移到同一教堂的不同位置。1794年時科爾特斯的骨骸移到耶稣医院，其中也有曼努埃爾·托薩作的塑像以及陵墓。

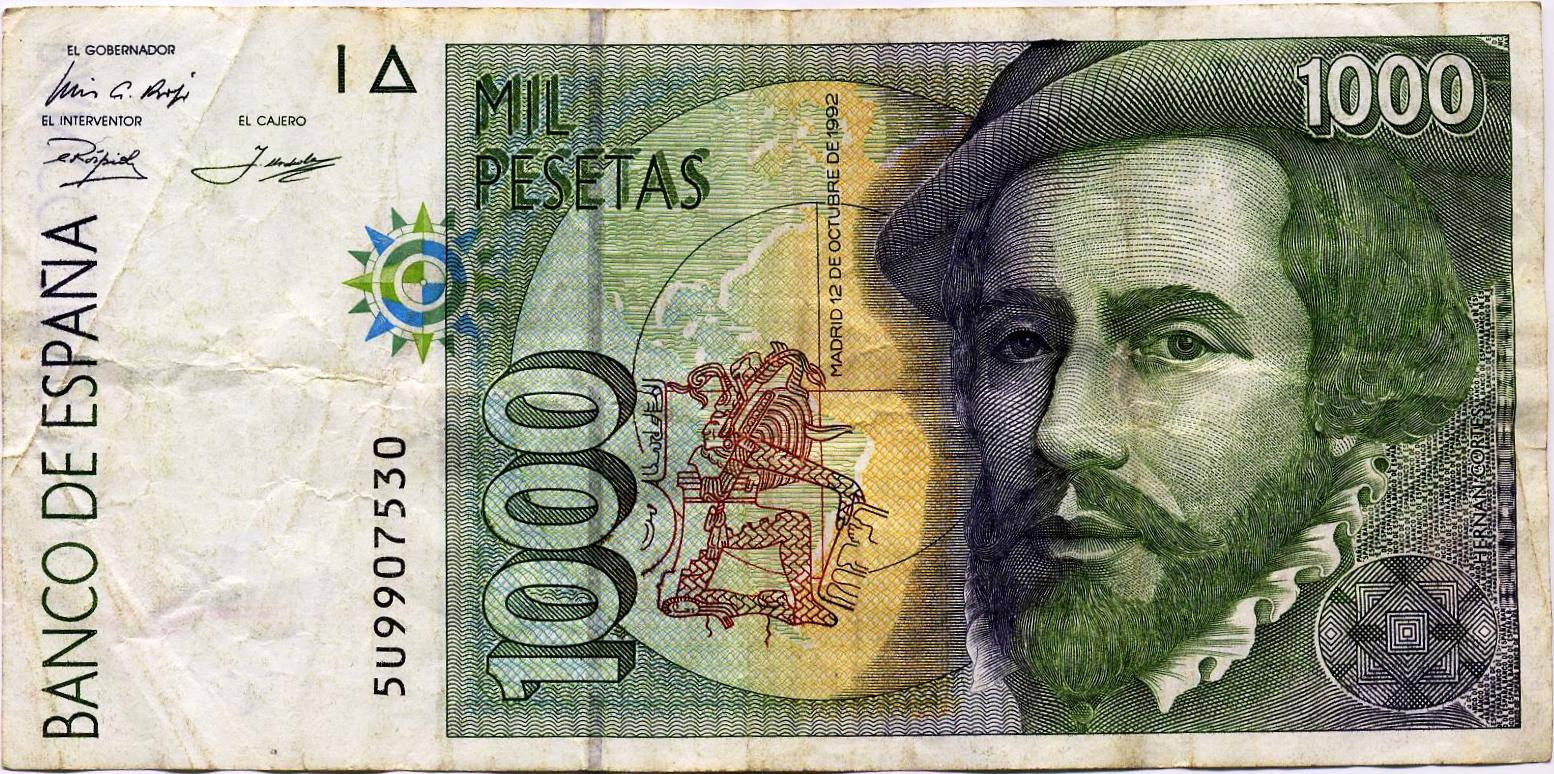
1000元的西班牙比塞塔紙幣，上面有埃爾南·科爾特斯的像

1823年墨西哥獨立，因為科爾特斯的骨骸有可能會被褻瀆，因此拆除陵墓、雕像和紋章送到西西里的巴勒莫，由特拉諾瓦公爵來保護。當時也將科爾特斯的骨骸藏起來了，而大家都認為已被送到墨西哥以外的國家。1836年時，科爾特斯的骨骸也移到同一棟建築物裡的不同位置。
一直到1946年11月24日才再度發現科爾特斯的骨骸:467，原因是發現了Lucas Alamán的一份秘密文件。科爾特斯的骨骸移到墨西哥国家文物总局（INAH），也經過INAH認證確實是科爾特斯的骨骸:468。最後科爾特斯的骨骸又放回原位，這次加上青銅的銘文和其紋章。當再次發現科爾特斯的骨骸時，支持墨西哥的西班牙傳統的人非常興奮，但墨西哥本色主義者的支持者則表示「遺體應該在夸烏特莫克（中美洲阿茲特克帝國末代統治者，抵抗埃爾南·科爾特斯失敗而投降，其後被絞死）雕像的前面公開燒毀，並將骨灰灑到空中。」:468。在發現及認證科爾特斯的骨骸之後，有個針對夸烏特莫克骨骸的研究，結果稱為「batalla de los huesos」:468。